# Магда Габор
Магдольна «Магда» Габор (англ. Magda Gabor, угор. Gábor Magdolna, 11 червня 1915 — 6 червня 1997) — американська світська дама угорського походження, телевізійна та кіноакторка і гостя в багатьох шоу.

## Біографія
Дата точного народження Магди невідома. В одних джерелах вказується 11 червня 1915 або 11 червня 1914, в інших 1 липня 1914 або 10 липня 1915. У той же час ніхто не вірить датам, які Габор згадувала сама,1918 або 1919. У свідоцтві про її народження вказується, що вона народилася, коли її матері, Джолі Габор, було 18 років. Джолі Габор народилася 29 вересня 1896 року, з чого виходить, що Магда народилася в 1915 році.
Старша сестра американських акторок Еви та Жа Жи Габор.
Магда Габор шість разів була одружена, але дітей у неї ніколи не було.
- 1937-1946 — Ян Бічовскі, льотчик польського походження.
- 1946-1947 — Уілльям Ранкін
- 1949-1950 — Сідні Р. Воррен
- 1956-1967 — Тоні Галлуччіо
- 1970-1971 — Джордж Сандерс, британський актор (і колишній чоловік її сестри Жа Жи); їх шлюб тривав всього 6 тижнів.
- 1972-1973 — Тібор Хелтай

Магда Габор померла в 1997 році від ниркової недостатності.

## Фільмографія
- The People vs. Zsa Zsa Gabor (1991) -Грає саму себе
- Mai lányok (1937) -Ленке